# Мандрабилла
Мандрабилла (англ. Mundrabilla) — небольшое поселение в Западной Австралии в 20 километрах к северу от побережья Большого Австралийского залива.
Основано в 1872 году. В 1911 году неподалёку от Мандрабиллы был найден метеорит, получивший то же название.
В настоящее время[когда?]

 в поселении проживает 20 человек.